# رفتار آشوبگرانه
رفتار آشوبگرانه (انگلیسی: Disorderly conduct)از انواع جرم است که در بسیار حوزه‌های قضایی ایالات متحده و همچنین برخی دیگر کشورها در در دادگاه‌ها بررسی می‌شود. به‌طور معمول اشاره مستی در ملاعام، برهم زدن آرامش یا پرسه‌زدن (نظیر فواحش در کنار خیابان‌ها) در برخی اماکن است. بسیاری از رفتارهای سرکشانه نظیر نافرمانی‌های مدنی ممکن است تحت تعریف این مسئله در دادگاه مورد قضاوت قرار بگیرند. نیروهای پلیس ممکن است از این مسئله برای نگه‌داری افراد وقتی که رفتار آن برای دیگران و خودشان مخل باشد استفاده کنند.